# Naturschutzgebiet Oberes Felderbachtal
Das Naturschutzgebiet Oberes Felderbachtal befindet sich auf dem Gebiet der Stadt Sprockhövel im Ennepe-Ruhr-Kreis in Nordrhein-Westfalen. Das Naturschutzgebiet liegt entlang des Felderbaches südlich der Kernstadt Sprockhövel, nördlich der A 46 am südlichen Rand des Geländes für den Golfclub Felderbach Sprockhövel e. V.

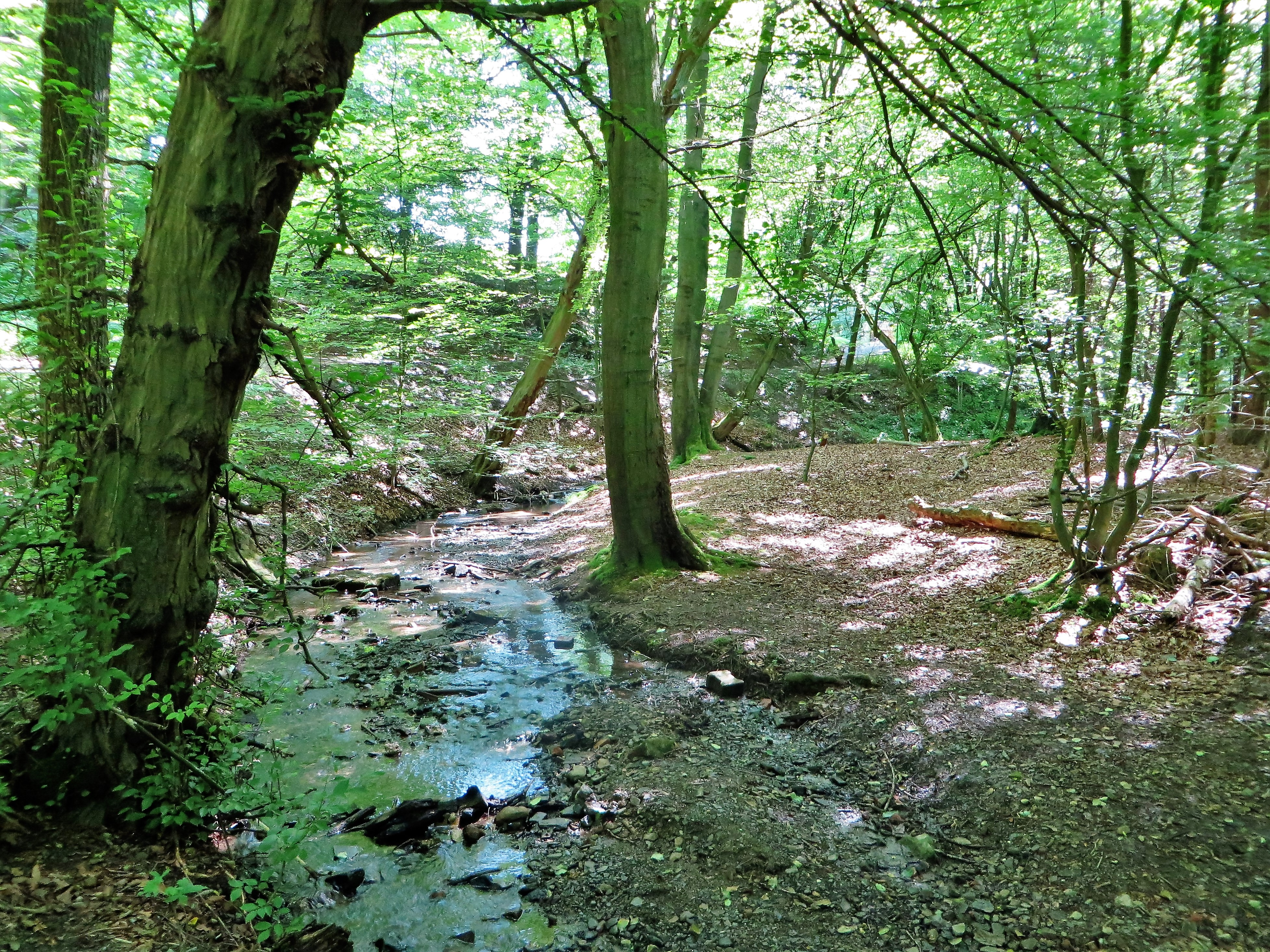
Das NSG Oberes Felderbachtal in Sprockhövel

## Bedeutung
Das 14,1085 ha große Gebiet, das aus zwei Einzelflächen besteht, ist seit 1995 unter der Kennung EN-015 wegen der Seltenheit und besonderen Eigenart der Quellbereiche und des Bachtales und aus wissenschaftlichen und naturgeschichtlichen Gründen als Naturschutzgebiet ausgewiesen. Schutzziel ist die Erhaltung von Lebensgemeinschaften wildlebender, zum Teil gefährdeter Pflanzen- und Tierarten, insbesondere die ökologisch wertvollen, gut ausgeprägten Quellbereiche und der naturnah verlaufende Felderbach mit begleitenden Nassbrachen und Teichen.